# Pomnik Fryderyka Chopina w Krakowie (Park Decjusza)
Pomnik Fryderyka Chopina – znajduje się w zachodniej części Krakowa na Woli Justowskiej w południowej części Parku Decjusza.
Pomnik polskiego kompozytora i pianisty Fryderyka Chopina, dzieło Bronisława Chromego powstał w 2005 roku.